# Modulatrice à lunettes
Modulatrix stictigula
Espèce
Statut de conservation UICN

 LC  : Préoccupation mineure
La Modulatrice à lunettes (Modulatrix stictigula) est une espèce de passereaux de la famille des Modulatricidae.

## Liste des sous-espèces
Selon BioLib (19 juin 2018) :
- sous-espèce Modulatrix stictigula pressa (Bangs & Loveridge, 1931)
- sous-espèce Modulatrix stictigula stictigula (Reichenow, 1906)

Selon Catalogue of Life (19 juin 2018) :
- sous-espèce Modulatrix stictigula pressa (Bangs & Loveridge, 1931)
- sous-espèce Modulatrix stictigula stictigula (Reichenow, 1906)

Selon la classification de référence du Congrès ornithologique international (version 14.2, 2024), c'est une espèce monotypique.